# Limbourg fivérek
A németalföldi születésű Limbourg testvérek, Herman, Paul (Pol), és Johan (Jan) voltak a gótika korának leghíresebb miniatúrafestői. 

## Életük

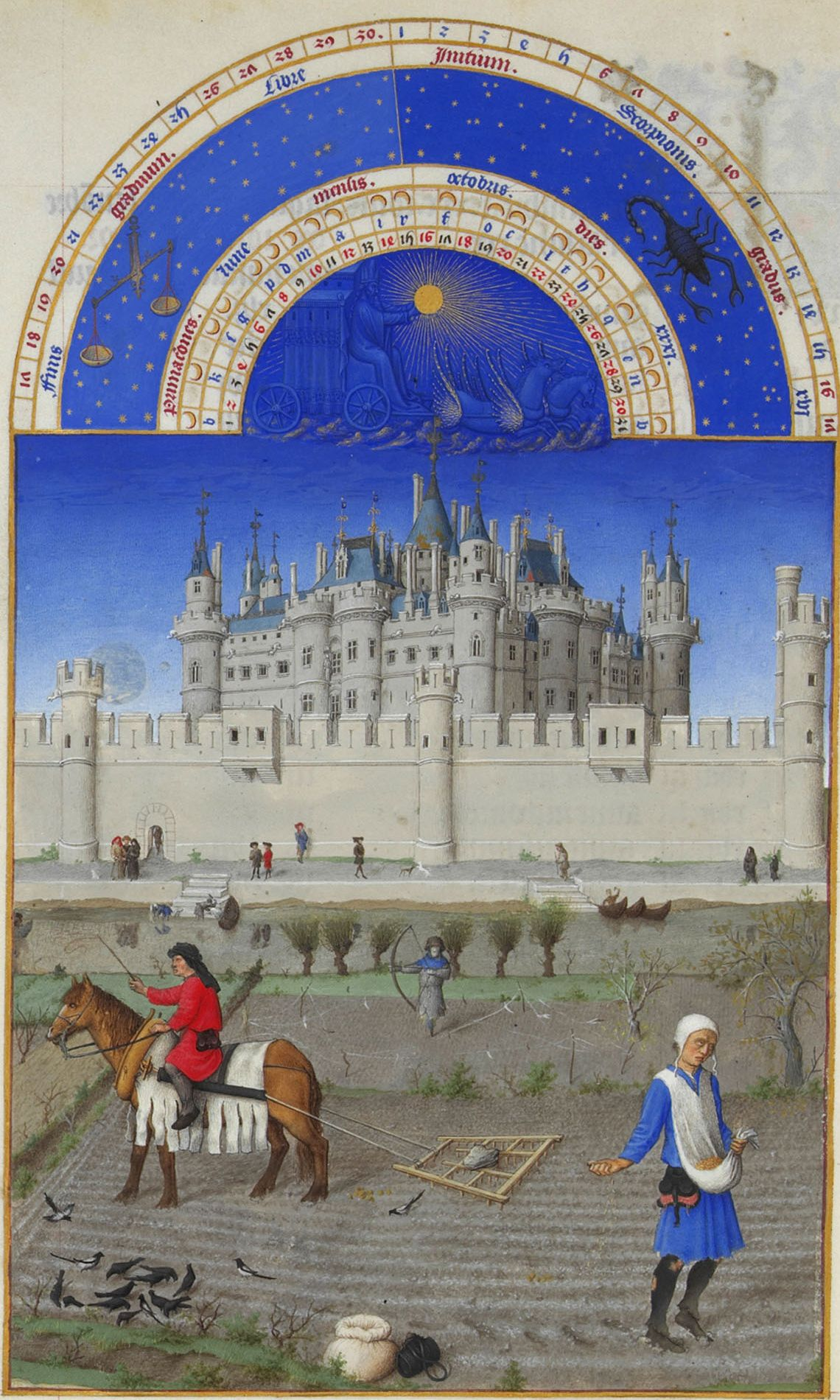
Részlet a Très Riches Heures du Duc de Berry kódexből: Október; a gótikus Louvre ábrázolása

Nagyapjuk, Johannes de Lymborgh valószínűleg Limbourgból érkezett Nijmegen városába, ahol faszobrászként dolgozó fia, Arnold 1385 táján feleségül vette a neves festőcsaládból származó Mechteld Maelwaelt. A három fivér pontos születési ideje ismeretlen. A legidősebb, Herman 1385 körül, Paul 1386-ban vagy 1387-ben, Johan valószínűleg 1388-ban jött a világra. Rajtuk kívül a családban még két fiú és egy lány született. A fiúk apjuk halála után korán, 1398-ban Párizsba mentek ötvösinasnak. A városhoz rokoni szálak fűzték őket, hiszen anyai nagybátyjuk, Johan Maelwael (francia változatban Jean Malouel) a burgundi herceg, Merész Fülöp udvari festője volt. 1399-ben viszont egy járvány miatt vissza kellett térniük a szülői házba.
1402 februárjában Paul és Johan négy évre szerződtek a burgundi herceg udvarába, s egy biblia díszítése volt a feladatuk. Lehetséges, hogy ez a könyv azonos a francia nemzeti könyvtárban található Bible Moralisée című művel, amely kétségtelenül a Limbourg fivérek legkorábbi ismert alkotása. A herceg 1404-ben meghalt, mielőtt a festők elkészülhettek volna munkájukkal.
Herman, Paul, és Johan már 1404-ben János, Berry hercegének, Fülöp testvérének szolgálatába álltak. A művelt, művészetpártoló főúr tulajdonában volt a kor egyik legnagyobb műgyűjteménye. A művészek első jelentős megbízatása egy hóráskönyv díszítése volt. Ezt a könyvet ma Belles Heures du Duc de Berry címen ismerik és a New York-i Metropolitan Művészeti Múzeumban látható. A könyv 1409-re készült el, és a hercegnek annyira tetszett, hogy szinte azonnal megbízta őket egy újabb jelentős munkával. Ekkor született a gótika korának legszebb és legjelentősebb hóráskönyve, a Très Riches Heures du Duc de Berry, amely Franciaországban, Chantillyban a Musée Condéban található.
A testvérek közül Paul nagyon jó viszonyban volt a herceggel, aki kinevezte kamarássá, és ékszerek mellett megajándékozta egy bourges-i házzal is. Paul megismerkedett Gillette la Mercière-rel, és 1411-ben feleségül vette a mindössze 12 éves lányt. A házasság gyermektelen maradt. 1416 első felében meghalt Berry hercege, majd a három Limbourg testvér is, mindnyájan mindössze harmincadik évük körül jártak. A gyorsan egymás után következő halálesetek oka ismeretlen, lehetséges, hogy a korban oly gyakori járványok egyike, valószínűleg pestis végzett velük. A Très Riches Heures munkálatai félbeszakadtak, az 1440-es években folytatta egy művész, valószínűleg Barthélemy van Eyck, majd 1485-ben Jean Colombe fejezte be I. Károly savoyai herceg részére.

## Művészetük

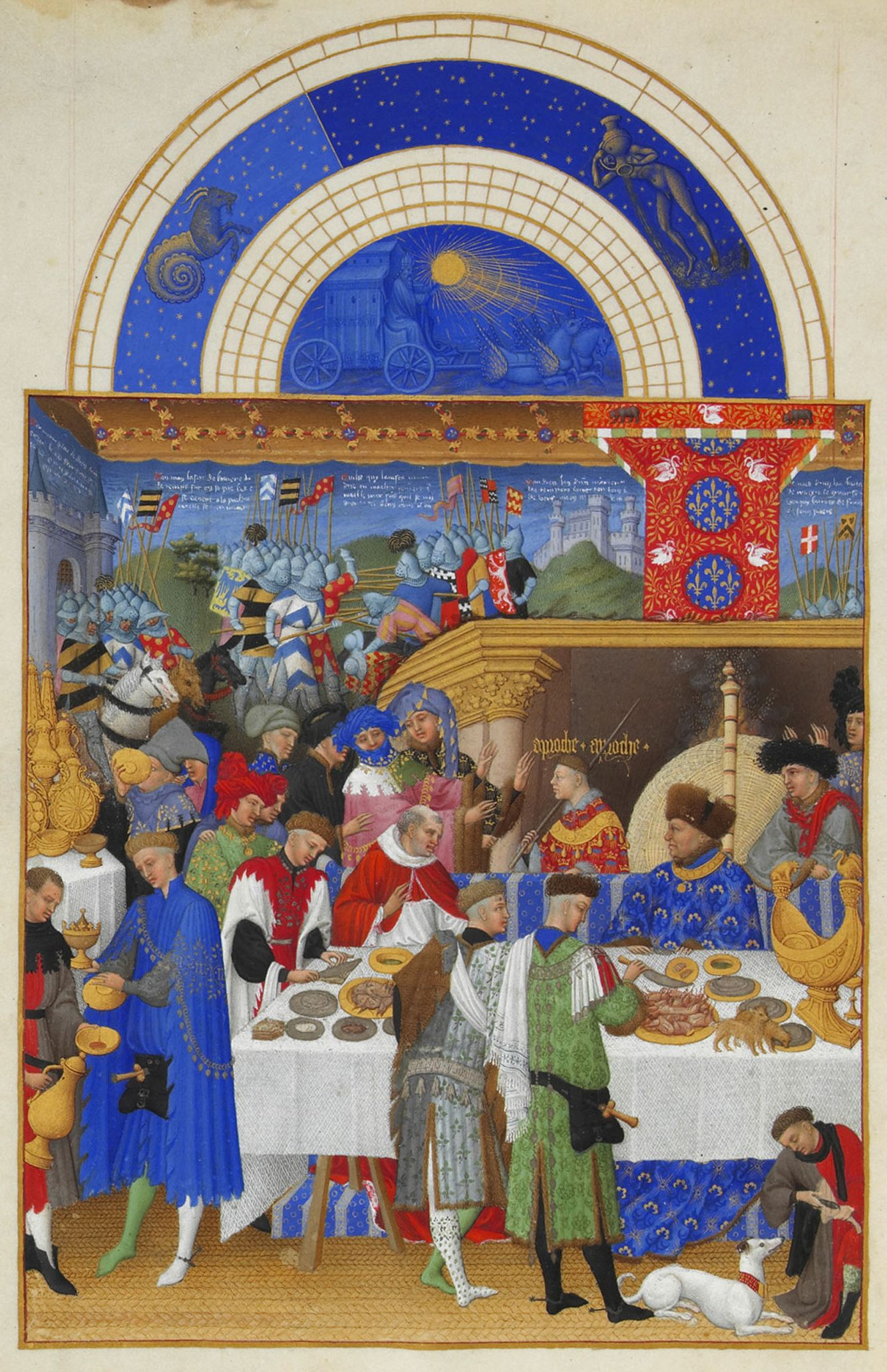
Részlet a Très Riches Heures du Duc de Berry kódexből: Január; Berry hercege udvartartása körében

A 14. században Párizs volt a francia könyvfestészet központja, s a Limbourg testvérek művészete ott alakult ki. Megismerkedtek az internacionális gótika stílusával, s átvették egyes jellegzetességeit, mint az S alakban meghajló női alakokat, a gazdag ruharedőzést, a miniatúrák keretein a dús növényi díszítést. De hatott rájuk a flamand festészeti hagyomány is, amely a természet megfigyelésén és minél hűbb visszaadásán alapul. Amikor Berry hercegének udvarába kerültek, festészetükre az itáliai művészet is hatással volt. Lehetséges, hogy a herceg műgyűjteményében tanulmányozták az itáliai művészek munkáit, de egyes kutatók szerint Paul eljutott Észak-Itáliába és Toszkánába. Mindenesetre a gótikában szokatlan, újszerű természetábrázolás, egyszerűsített formák és a tér mélységének érzékeltetése jellemzik miniatúráikat.
Berry hercege, mint megbízó határozta meg a megfestendő témát is. A Belles Heures a következő kódexnek szinte előképe. A kalendáriumi részben az állatövi jegy mellett a hónap egy jellemző tevékenysége látható. Tartalmazza Szent Katalin legendáját nagy méretű képekkel illusztrálva, és Mária életének jeleneteit, valamint Krisztus szenvedésének epizódjait is. Néhány kép kompozíciója szinte teljesen azonos a Très Riches Heures-ban található azonos témájú festményekével. A Szent Miklós megsegíti a hajósokat című miniatúra az első az európai festészetben, amely a természeti erők elszabadulását ábrázolja.
A Très Riches Heures du Duc de Berry a késő középkori miniatúrafestészet legismertebb képviselője, a testvérek művészetének kiteljesedése. A kalendáriumban itt is a hónapra jellemző tevékenységek ábrázolása található, de a képek realizmusa meglepő. A testvérek munkái közük ezek a miniatúrák a legismertebbek, szinte egy-egy kis festmény mindegyik. Szakítottak azzal a gótikus hagyománnyal, hogy a háttér általában arany vagy dús aranyozású zöld vagy kék, általuk visszanyerte természetes színeit. A kép alsó sávjában játszódó fő jelenet mögött a táj egy részletét ábrázolták, és a képek terét egy-egy vár tömege zárja le. A miniatúrák sokat elárulnak a kor udvari és paraszti életéből, aprólékos ábrázolásukkal a kutatóknak az ismeretek bő tárházát jelentik. Felfedezhető Berry hercegének portréja éppúgy, mint az azóta elpusztult, gótikus Louvre, a mai palota elődje. 
A kalendáriumi rész végén az Asztrológiai ember ábrázolása a megbízó érdeklődéséről árulkodik. A hóráskönyv terjedelmesebb, de kevésbé ismert része evangéliumi jeleneteket, a Passió epizódjait tartalmazza mély vallásossággal, drámai átéléssel festett miniatúrákon. Finom lélekábrázolással emelik ki Jézus magatartásának hősiességét. Különleges helyet foglal el a képek sorában a Róma látképét bemutató festmény, amelyen egyértelműen felismerhetőek a város jelentősebb épületei. Érdekességét az adja, hogy a testvérek közül senki nem járt ott, csak elbeszélés alapján ismerték.
A Limbourg testvérek miniatúrái nem csak művészi szempontból jelentősek, művelődéstörténeti jelentőségük is elvitathatatlan. Nem csak koruk emberének szokásait, öltözködését, mindennapi tevékenységét, tárgyait ismerjük meg általuk, hanem gondolkodásmódját is; a középkor társadalmának megváltoztathatatlan, "Istentől rendelt" hierarchiáját is kiválóan érzékeltetik.